# 7.ª etapa del Giro de Italia 2025
La 7.ª etapa del Giro de Italia 2025 tuvo lugar el 16 de mayo de 2025 y consistió en una etapa de perfil montañoso con inicio en la población italiana Castel di Sangro y final en la localidad de Tagliacozzo, sobre un recorrido de 168 km. El vencedor fue el español Juan Ayuso del equipo UAE Team Emirates XRG, mientras que el esloveno Primož Roglič del equipo Red Bull-BORA-hansgrohe se colocó como líder de la carrera.

## Clasificación de la etapa[2]
| Castel di Sangro - Tagliacozzo | etapa de montaña | (168 km) |

| \| Clasificación de la etapa \| Clasificación de la etapa \| Clasificación de la etapa \| Clasificación de la etapa \| Clasificación de la etapa \| \| Ciclista \| Ciclista \| Equipo \| Tiempo \| \| \| ------------------------- \| ------------------------- \| ------------------------- \| ------------------------- \| ------------------------- \| \| 1.º \| Juan Ayuso \| UAE Team Emirates XRG \| 4 h 20 min 25 s \| \| \| 2.º \| Isaac Del Toro \| UAE Team Emirates XRG \| + 4 s \| \| \| 3.º \| Egan Bernal \| Ineos Grenadiers \| + 4 s \| \| \| 4.º \| Primož Roglič \| Red Bull-Bora-Hansgrohe \| + 4 s \| \| \| 5.º \| Giulio Ciccone \| Lidl-Trek \| + 4 s \| \| \| 6.º \| Antonio Tiberi \| Bahrain Victorious \| + 4 s \| \| \| 7.º \| Damiano Caruso \| Bahrain Victorious \| + 4 s \| \| \| 8.º \| Richard Carapaz \| EF Education-EasyPost \| + 4 s \| \| \| 9.º \| Max Poole \| Team Picnic-PostNL \| + 8 s \| \| \| 10.º \| Michael Storer \| Tudor Pro Cycling Team \| + 8 s \| \| |                 |                         |                 |
| |                 |                         |                 |
| Fuente: ProCyclingStats |                 |                         |                 |
| Clasificación de la etapa |                 |                         |                 |
| Ciclista | Ciclista        | Equipo                  | Tiempo          |
| 1.º | Juan Ayuso      | UAE Team Emirates XRG   | 4 h 20 min 25 s |
| 2.º | Isaac Del Toro  | UAE Team Emirates XRG   | + 4 s           |
| 3.º | Egan Bernal     | Ineos Grenadiers        | + 4 s           |
| 4.º | Primož Roglič   | Red Bull-Bora-Hansgrohe | + 4 s           |
| 5.º | Giulio Ciccone  | Lidl-Trek               | + 4 s           |
| 6.º | Antonio Tiberi  | Bahrain Victorious      | + 4 s           |
| 7.º | Damiano Caruso  | Bahrain Victorious      | + 4 s           |
| 8.º | Richard Carapaz | EF Education-EasyPost   | + 4 s           |
| 9.º | Max Poole       | Team Picnic-PostNL      | + 8 s           |
| 10.º | Michael Storer  | Tudor Pro Cycling Team  | + 8 s           |

## Clasificaciones al final de la etapa

### Clasificación general(Maglia Rosa)[3]
| \| Clasificación general \| Clasificación general \| Clasificación general \| Clasificación general \| Clasificación general \| \| Ciclista \| Ciclista \| Equipo \| Tiempo \| \| \| --------------------- \| --------------------- \| -------------------------- \| --------------------- \| --------------------- \| \| 1.º \| Primož Roglič \| Red Bull-Bora-Hansgrohe \| 24 h 32 min 30 s \| \| \| 2.º \| Juan Ayuso \| UAE Team Emirates XRG \| + 4 s \| \| \| 3.º \| Isaac Del Toro \| UAE Team Emirates XRG \| + 9 s \| \| \| 4.º \| Antonio Tiberi \| Bahrain Victorious \| + 27 s \| \| \| 5.º \| Max Poole \| Team Picnic-PostNL \| + 30 s \| \| \| 6.º \| Michael Storer \| Tudor Pro Cycling Team \| + 33 s \| \| \| 7.º \| Brandon McNulty \| UAE Team Emirates XRG \| + 34 s \| \| \| 8.º \| Mathias Vacek \| Lidl-Trek \| + 37 s \| \| \| 9.º \| Simon Yates \| Team Visma \\| Lease a Bike \| + 39 s \| \| \| 10.º \| Richard Carapaz \| EF Education-EasyPost \| + 39 s \| \| |                 |                            |                  |
| |                 |                            |                  |
| Fuente: ProCyclingStats |                 |                            |                  |
| Clasificación general |                 |                            |                  |
| Ciclista | Ciclista        | Equipo                     | Tiempo           |
| 1.º | Primož Roglič   | Red Bull-Bora-Hansgrohe    | 24 h 32 min 30 s |
| 2.º | Juan Ayuso      | UAE Team Emirates XRG      | + 4 s            |
| 3.º | Isaac Del Toro  | UAE Team Emirates XRG      | + 9 s            |
| 4.º | Antonio Tiberi  | Bahrain Victorious         | + 27 s           |
| 5.º | Max Poole       | Team Picnic-PostNL         | + 30 s           |
| 6.º | Michael Storer  | Tudor Pro Cycling Team     | + 33 s           |
| 7.º | Brandon McNulty | UAE Team Emirates XRG      | + 34 s           |
| 8.º | Mathias Vacek   | Lidl-Trek                  | + 37 s           |
| 9.º | Simon Yates     | Team Visma \| Lease a Bike | + 39 s           |
| 10.º | Richard Carapaz | EF Education-EasyPost      | + 39 s           |

### Clasificación por puntos(Maglia Ciclamino)[4]
| Clasificación por puntos | Clasificación por puntos | Clasificación por puntos      | Clasificación por puntos | Clasificación por puntos |
| Ciclista                 | Ciclista                 | Equipo                        | Puntos                   |                          |
| ------------------------ | ------------------------ | ----------------------------- | ------------------------ | ------------------------ |
| 1.º                      | Mads Pedersen            | Lidl-Trek                     | 141 pts                  |                          |
| 2.º                      | Alessandro Tonelli       | Team Polti VisitMalta         | 59 pts                   |                          |
| 3.º                      | Olav Kooij               | Team Visma \| Lease a Bike    | 55 pts                   |                          |
| 4.º                      | Casper van Uden          | Team Picnic-PostNL            | 50 pts                   |                          |
| 5.º                      | Orluis Aular             | Movistar Team                 | 42 pts                   |                          |
| 6.º                      | Edoardo Zambanini        | Bahrain Victorious            | 41 pts                   |                          |
| 7.º                      | Thomas Pidcock           | Q36.5 Pro Cycling Team        | 31 pts                   |                          |
| 8.º                      | Manuele Tarozzi          | VF Group-Bardiani CSF-Faizanè | 26 pts                   |                          |
| 9.º                      | Taco van der Hoorn       | Intermarché-Wanty             | 25 pts                   |                          |
| 10.º                     | Maikel Zijlaard          | Tudor Pro Cycling Team        | 25 pts                   |                          |

### Clasificación de la montaña(Maglia Azzurra)[5]
| Clasificación de la montaña | Clasificación de la montaña | Clasificación de la montaña   | Clasificación de la montaña | Clasificación de la montaña |
| Ciclista                    | Ciclista                    | Equipo                        | Puntos                      |                             |
| --------------------------- | --------------------------- | ----------------------------- | --------------------------- | --------------------------- |
| 1.º                         | Lorenzo Fortunato           | XDS Astana Team               | 58 pts                      |                             |
| 2.º                         | Juan Ayuso                  | UAE Team Emirates XRG         | 50 pts                      |                             |
| 3.º                         | Paul Double                 | Team Jayco AlUla              | 36 pts                      |                             |
| 4.º                         | Isaac Del Toro              | UAE Team Emirates XRG         | 24 pts                      |                             |
| 5.º                         | Sylvain Moniquet            | Cofidis                       | 22 pts                      |                             |
| 6.º                         | Manuele Tarozzi             | VF Group-Bardiani CSF-Faizanè | 20 pts                      |                             |
| 7.º                         | Egan Bernal                 | Ineos Grenadiers              | 16 pts                      |                             |
| 8.º                         | Giulio Ciccone              | Lidl-Trek                     | 15 pts                      |                             |
| 9.º                         | Enzo Paleni                 | Groupama-FDJ                  | 15 pts                      |                             |
| 10.º                        | Taco van der Hoorn          | Intermarché-Wanty             | 14 pts                      |                             |

### Clasificación de los jóvenes(Maglia Bianca)[6]
| Clasificación del mejor joven | Clasificación del mejor joven | Clasificación del mejor joven | Clasificación del mejor joven | Clasificación del mejor joven |
| Ciclista                      | Ciclista                      | Equipo                        | Tiempo                        |                               |
| ----------------------------- | ----------------------------- | ----------------------------- | ----------------------------- | ----------------------------- |
| 1.º                           | Juan Ayuso                    | UAE Team Emirates XRG         | 24 h 32 min 34 s              |                               |
| 2.º                           | Isaac Del Toro                | UAE Team Emirates XRG         | + 5 s                         |                               |
| 3.º                           | Antonio Tiberi                | Bahrain Victorious            | + 23 s                        |                               |
| 4.º                           | Max Poole                     | Team Picnic-PostNL            | + 26 s                        |                               |
| 5.º                           | Mathias Vacek                 | Lidl-Trek                     | + 33 s                        |                               |
| 6.º                           | Giulio Pellizzari             | Red Bull-Bora-Hansgrohe       | + 39 s                        |                               |
| 7.º                           | Davide Piganzoli              | Team Polti VisitMalta         | + 1 min 12 s                  |                               |
| 8.º                           | Martin Tjøtta                 | Arkéa-B&B Hotels              | + 4 min 03 s                  |                               |
| 9.º                           | Marco Frigo                   | Israel-Premier Tech           | + 5 min 36 s                  |                               |
| 10.º                          | Embret Svestad-Bårdseng       | Arkéa-B&B Hotels              | + 5 min 58 s                  |                               |

### Clasificación por equipos"Súper team"[7]
| Clasificación por equipos | Clasificación por equipos  | Clasificación por equipos | Clasificación por equipos |
| Equipo                    | Equipo                     | Tiempo                    |                           |
| ------------------------- | -------------------------- | ------------------------- | ------------------------- |
| 1.º                       | UAE Team Emirates XRG      | 73 h 38 min 12 s          |                           |
| 2.º                       | Lidl-Trek                  | + 4 min 09 s              |                           |
| 3.º                       | Movistar Team              | + 4 min 16 s              |                           |
| 4.º                       | Red Bull-BORA-hansgrohe    | + 4 min 44 s              |                           |
| 5.º                       | XDS Astana Team            | + 6 min 41 s              |                           |
| 6.º                       | Bahrain-Victorious         | + 7 min 43 s              |                           |
| 7.º                       | Ineos Grenadiers           | + 8 min 24 s              |                           |
| 8.º                       | Team Visma \| Lease a Bike | + 8 min 36 s              |                           |
| 9.º                       | Groupama-FDJ               | + 11 min 15 s             |                           |
| 10.º                      | Team Jayco AlUla           | + 11 min 35 s             |                           |

## Abandonos
- Jan Hirt (Israel-Premier Tech) no tomó la salida de la etapa.
- Michel Ries (Arkéa-B&B Hotels) no tomó la salida de la etapa.
- Bram Welten (Team Picnic PostNL) abandonó como consecuencia de una caída.